# Circular Quay, New South Wales

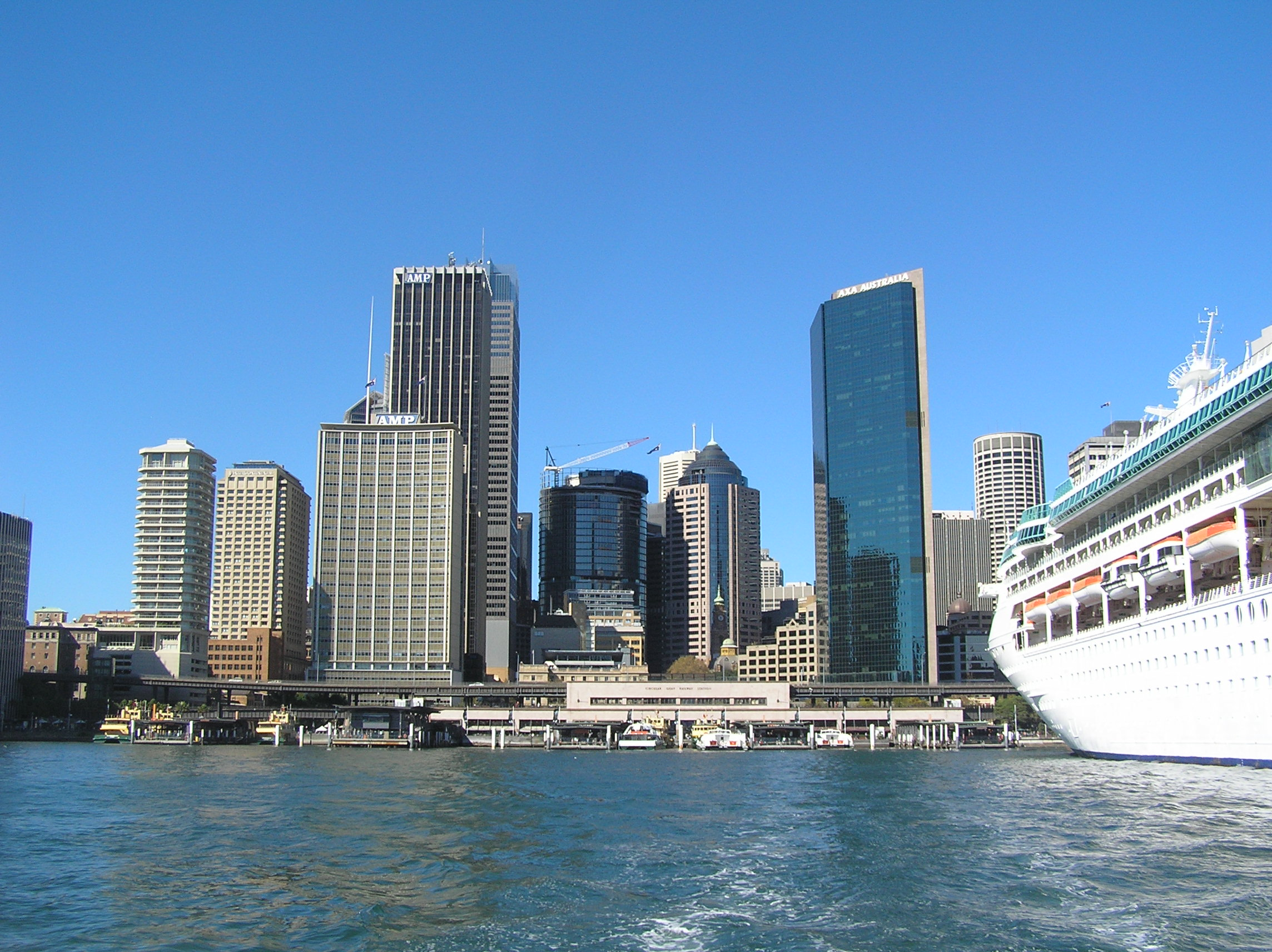
View of Circular Quay from Sydney Cove

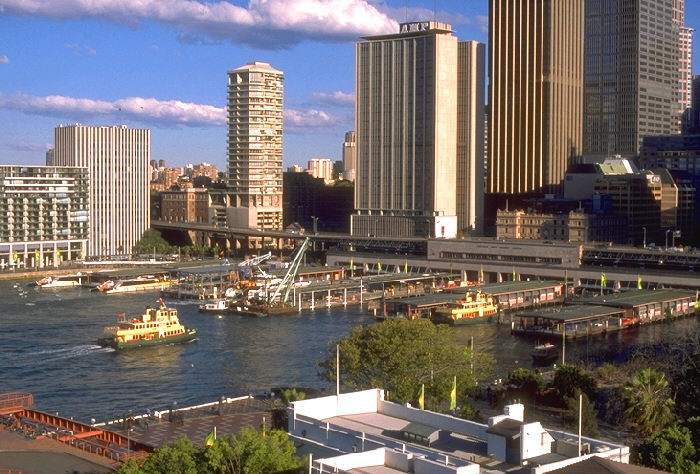
Circular Quay Ferry Terminal.

Circular Quay este o suburbie în Sydney, Australia.

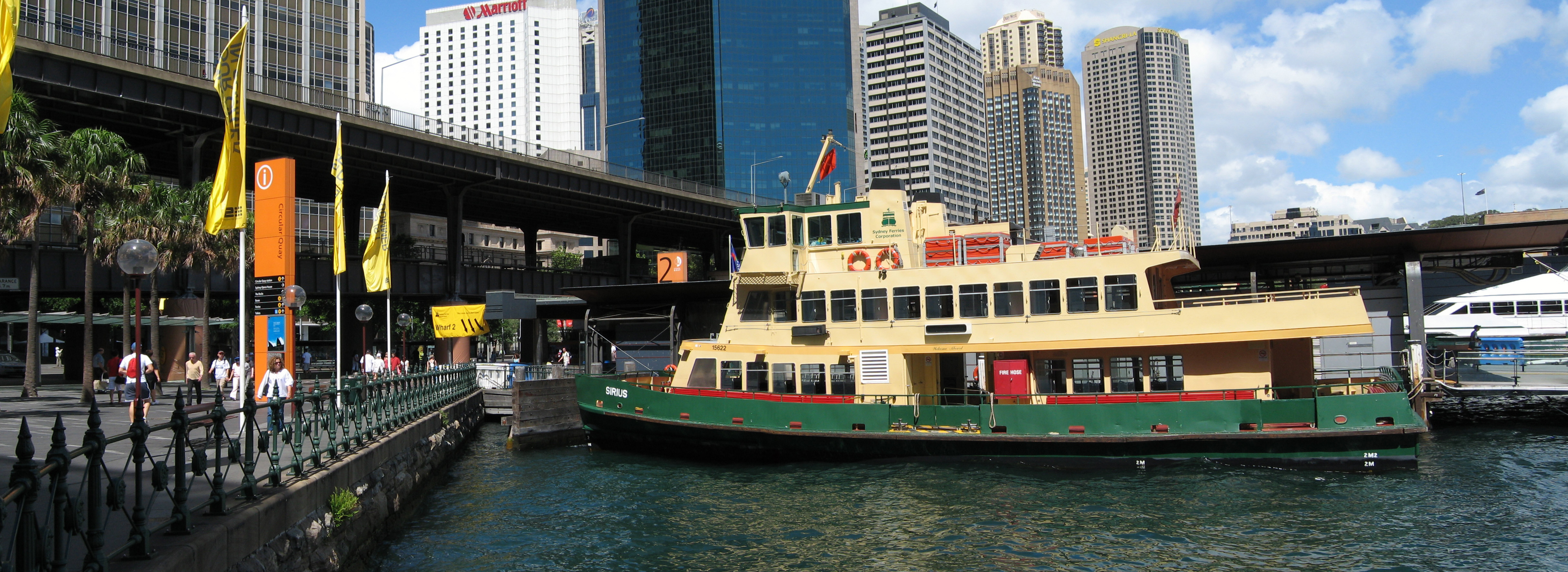
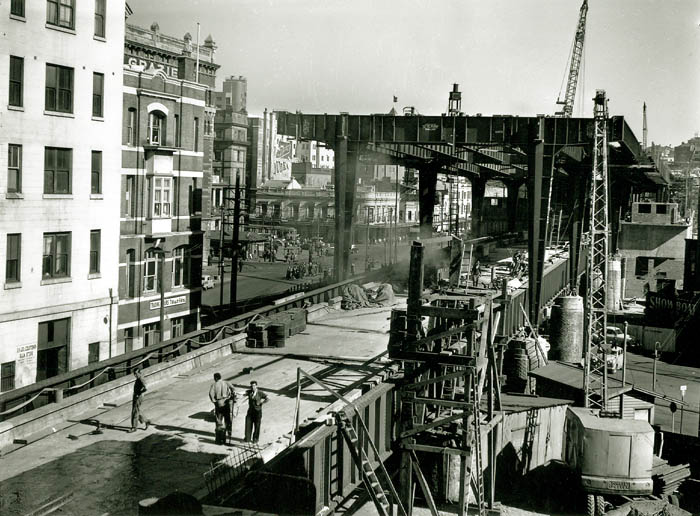
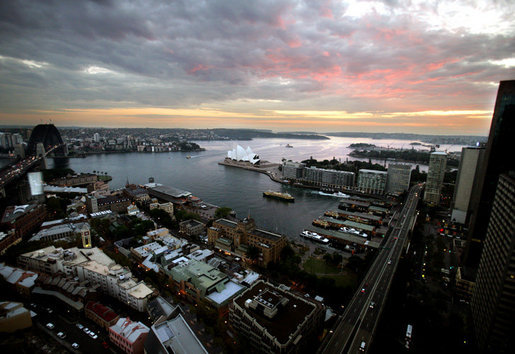